# Кутуєво (Шарлицький район)
Куту́єво (рос. Кутуево) — селище у складі Шарлицького району Оренбурзької області, Росія.

## Населення
Населення — 37 осіб (2010; 54 у 2002).
Національний склад (станом на 2002 рік):
- росіяни — 98 %